# إنسبيك
إن سبيك (بالإنجليزية: InSpeak)‏ هو برنامج من برامج المحادثة الفورية على الإنترنت، يستطيع مستخدموه التواصل عبر الرسائل النصية القصيرة وعبر الصوت وعبر الفيديو. البرنامج مؤسس من قبل شركة غلوبال يونيكوم المرتكزة في مدينة سان رايز بولاية فلوريدا في الولايات المتحدة وهو يعمل حالياً فقط بنظام التشغيل مايكروسوفت ويندوز.

## برامج منافسة
- شات أون

## وصلات خارجية
- موقع برنامج إن سيبك (InSpeak) الرسمي